# 下羅納鄉
47°55′N 24°01′E / 47.917°N 24.017°E
下羅納鄉（羅馬尼亞語：Comuna Rona de Jos, Maramureș），是羅馬尼亞的鄉份，位於該國西北部，由馬拉穆列什縣負責管轄，面積22平方公里，海拔高度305米，2007年人口2,055，人口密度每平方公里93人。